# Étienne Pierre Ventenat
 (janvier 2019).
Si vous disposez d'ouvrages ou d'articles de référence ou si vous connaissez des sites web de qualité traitant du thème abordé ici, merci de compléter l'article en donnant les références utiles à sa vérifiabilité et en les liant à la section « Notes et références ».
Étienne Pierre Ventenat, né à Limoges le 1er mars 1757 et mort à Paris le 13 août 1808, est un botaniste et mycologue français.

## Biographie
Il entre d’abord dans les ordres et devient le directeur de la bibliothèque ecclésiastique de la bibliothèque Sainte-Geneviève à Paris. C’est à l’occasion d’un voyage en Grande-Bretagne qu’il découvre les jardins anglais et qu’il décide de se consacrer à la science. Il quitte les ordres à la Révolution et collabore avec Charles Louis L'Héritier de Brutelle (1746-1800). Il publie, en 1792, une Dissertation sur les parties des Mousses qui étaient regardées comme fleurs mâles et comme fleurs femelles et un Mémoire sur les meilleurs moyens de distinguer le calice de la corolle.
En 1794, il fait paraître les Principes de botanique, expliqués au Lycée républicain par Ventenat (Sallior, Paris, an III), les plantes étant dessinées et gravées par Sophie Dupuis. Mais Ventenat trouve l’ouvrage très médiocre et tente d’en racheter tous les exemplaires pour les détruire. Il est élu membre résidant de première classe à l'Institut national des sciences et des arts (aujourd’hui Académie des sciences) le 22 frimaire an IV (13 décembre 1795) dans la section de botanique et physique végétale.
Son Tableau du règne végétal selon la méthode de Jussieu (imprimerie de J. Drisonnier, Paris, quatre volumes, an VII), qui paraît en 1798, n’est en fait que la traduction de l’ouvrage de Genera plantarum d’Antoine-Laurent de Jussieu (1748-1836), mais qu’il complète par des indications sur les usages et l’histoire des végétaux.
Ce qui établit sa renommée est la parution de trois ouvrages, magnifiquement illustrés, Description des plantes nouvelles et peu connues, cultivées dans le jardin de J.-M. Cels (imprimerie de Crapelet, Paris, an VIII – 1800), Choix de plantes dont la plupart sont cultivées dans le Jardin de Cels  et le Jardin de La Malmaison (tous deux à l'imprimerie de Crapelet, Paris, an XI [1803]). Les illustrations sont réalisées par Pierre-Joseph Redouté (1759-1840) et gravées par François Noël Sellier (1737-?), ce dernier étant assisté par d’autres graveurs pour le troisième ouvrage imprimé chez Louis-Étienne Herhan (1804). Le Jardin de La Malmaison répond au souhait de Joséphine de Beauharnais (1763-1814) qui voulait immortaliser les plantes rares, parfois inconnues des botanistes, venant de toutes les régions du monde, qu’elle avait fait planter dans les jardins et les serres du château de Malmaison. Elle engage le meilleur illustrateur de l’époque, Redouté, et confie à Ventenat la partie botanique. L’ouvrage comptera vingt livraisons.
Il termine l’Histoire des champignons de la France, ou Traité élémentaire, renfermant dans un ordre méthodique les descriptions et les figures des champignons qui croissent naturellement, en France (Leblanc, Paris, trois volumes 1812) commencé par Pierre Bulliard (1742-1793). Il laisse inachevé une Flore de la région parisienne.
Son frère, Louis Ventenat (1765-1794), participe comme chapelain et naturaliste à l'expédition d'Antoine Bruny d'Entrecasteaux (1737-1793) à la recherche de Jean-François de La Pérouse (1741-1788).
Traité d'abord comme phthisique, on reconnut ensuite que sa principale maladie était un engorgement de la rate. Envoyé aux eaux de Vichy, il éprouvait un mieux sensible, quand les fièvres d'automne se déclarèrent en ce lieu ; il en fut attaqué des premiers, et revint ici à la hâte ; mais il arriva mourant. Il nous fut enlevé au bout de quelques jours, le 13 août 1808.

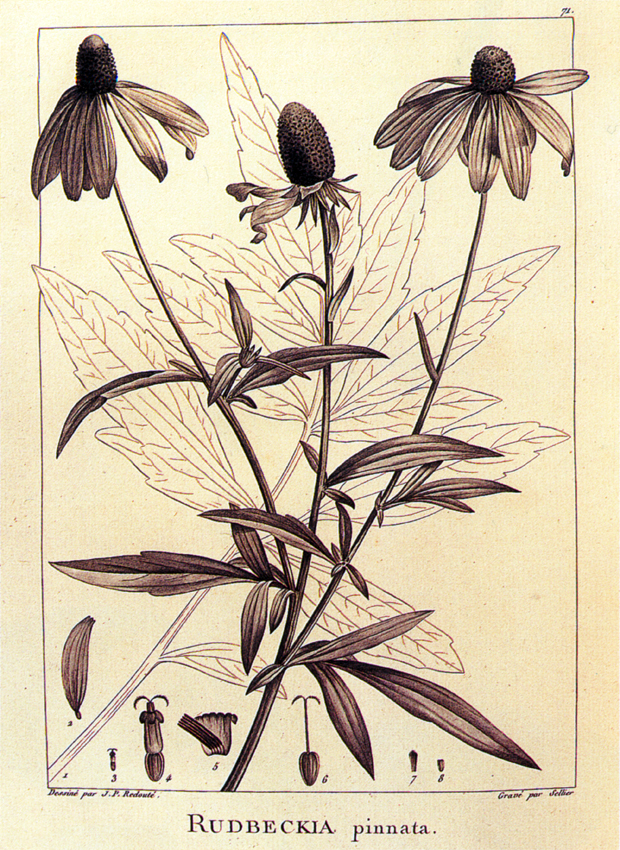
Rudbeckia pinnata, extrait de la Description des plantes nouvelles et peu connues, cultivées dans le jardin de J.-M. Cels (1799)
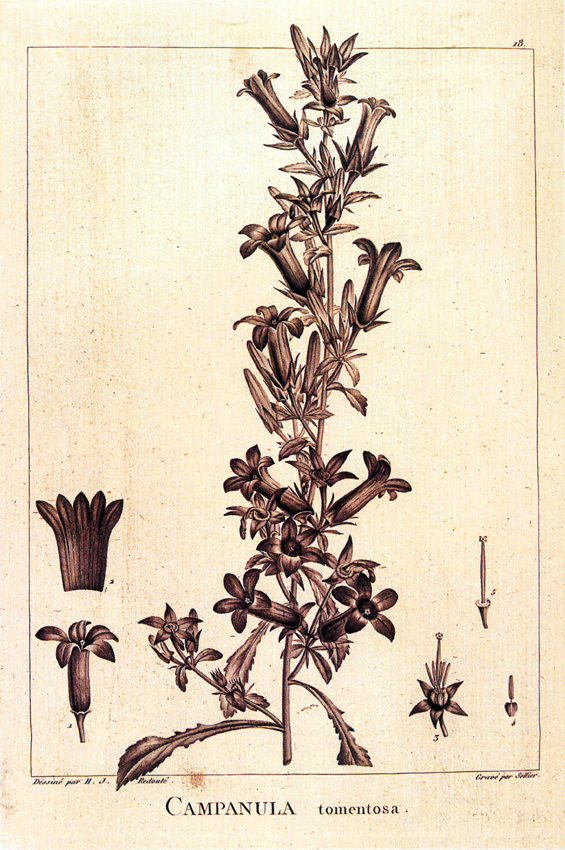
Campanula tomentosa, extrait du même ouvrage Description des plantes nouvelles et peu connues, cultivées dans le jardin de J.-M. Cels (1799)
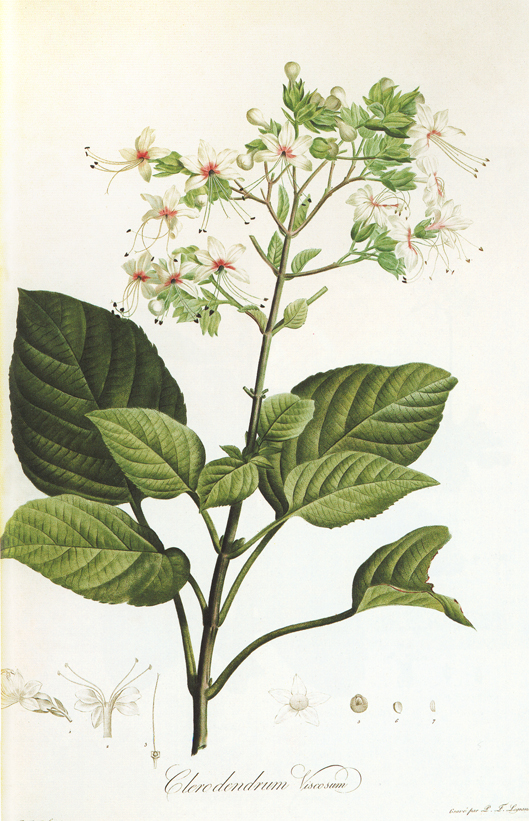
Clerodendrum viscosum (Verbenaceae), extrait de Jardin de La Malmaison.